# Jerry Apodaca
Raymond S. "Jerry" Apodaca, född 3 oktober 1934 i Las Cruces, New Mexico, död 26 april 2023 i Santa Fe, New Mexico, var en amerikansk politiker (demokrat). Han var den 24:e guvernören i delstaten New Mexico 1975–1979.
Apodaca avlade sin grundexamen vid University of New Mexico. Han var ledamot av delstatens senat 1966–1974. Han valdes sedan till guvernör som första hispanic (eller latino) sedan Octaviano Ambrosio Larrazolo som hade skött ämbetet 1919–1921.